# 獨孤九劍
独孤九剑是出現於金庸小说《笑傲江湖》中，甚至為金庸小說世界中至高無上之劍法，為劍魔獨孤求敗所創，令狐冲於思過崖遭遇到強敵田伯光，而風清揚在後不願動手，見令狐冲習武學劍的資質極佳，於是以十餘日的時間陸續傳授令狐冲掌握獨孤九劍的法門。據金庸所說，獨孤九劍理應勝過葵花寶典和辟邪劍法。

## 簡介
獨孤九劍為獨孤求敗所創, 劍法分做九大部分：總訣式、破劍式、破刀式、破槍式、破鞭式、破索式、破掌式、破箭式、破氣式，分別是依據不同兵器而生的對招方式，而就其本質來說，則可理解為「與八種不同兵器對陣時，所採用的攻防觀念」。其中最需要注意的，是使用掌法或其它拳腳功夫的對手，原因是這一類的對手不用兵刃，自然在拳腳與內力上有高超之處，而且武學修為也已到一境界，有無兵器已相差不多。故令狐冲在學習獨孤九劍時，風清揚明言令狐冲的「破掌式」需要苦練二十年才能與當世一流高手比肩。
獨孤九劍無招，完全視對方招式而定，所以遇強則強。在笑傲江湖裡面，令狐冲曾多次被稱讚劍法精妙，包括任我行、東方不敗等，原因是攻擊者自身武功高深。
獨孤九劍意境乃跟隨中國哲學莊子，以無用之用乃為大用為原則，並非亂砍（風清揚強調過此點），而是仔細觀察對方招式，迅速找到破綻，攻其所必救，而攻擊之法沒有一定，完全視獨孤九劍之使用者的意向而定，而令狐冲在書裡使用的，多半是兩敗俱傷的打法，甚或以出拳、以劍鞘絆倒對手的方式化解危機。
令狐冲靠獨孤九劍脫離險境或精采對戰的橋段大致有：思過崖－田伯光、正氣堂－劍宗師叔成不憂、破廟－劍宗師叔封不平、叢不棄以及十五刺客、五霸崗－方生大師、梅莊－江南四友、任我行、武當山下－沖虛道長、日月神教總壇－東方不敗（雖然是與任我行、向問天夾攻東方不敗，以及任盈盈在一旁打傷楊蓮亭分散其注意力才勉強將其打敗，但其劍法已獲東方不敗大為讚賞）、思過崖-左冷禪、林平之、岳不群（後兩者已練成辟邪劍法）....等。

## 獨孤九劍的劍術要旨
風清揚傳授令狐冲的獨孤九劍術要旨: 
1.“劍術之道，講究如行雲流水，任意所之”
風清揚教導令狐冲道:“唉，蠢才，蠢才！無怪你是岳不群的弟子，拘泥不化，不知變通。劍術之道，講究如行雲流水，任意所之。你使完那招‘白虹貫日’，劍尖向上，難道不會順勢拖下來嗎？劍招中雖沒這姿式，難道你不會別出心裁，隨手配合麼？”
2. 出手無招, 無招勝有招
風清揚道：“五嶽劍派中各有無數蠢才，以為將師父傳下來的劍招學得精熟，自然而然便成高手，哼哼，熟讀唐詩三百首，不會作詩也會吟！熟讀了人家詩句，做幾首打油詩是可以的，但若不能自出機杼，能成大詩人麼？”
又道: “活學活使，只是第一步。要做到出手無招，那才真是踏入了高手的境界。你說‘各招渾成連綿，敵人便沒法可破’，這句話還只說對了一小半。不是‘渾成’，而是根本無招。你的劍招使得再渾成，只要有跡可尋，敵人便有隙可乘。但如你根本並無招式，敵人如何來破你的招式？”令狐冲一顆心怦怦亂跳，手心發熱，喃喃的道：“根本無招，如何可破？根本無招，如何可破？” (第十回 傳劍)
3.  能制人而决不能为人所制
“学武之人使兵刃，动拳脚，总是有招式的，你只须知道破法，一出手便能破招制敌。”  (第十回 傳劍)
“天下武术千变万化，神而明之，存乎一心，不论对方招式如何精妙，只要有招，便有破绽。独孤大侠传下来的这路剑法，所以能打遍天下无敌手，便在能从敌招之中瞧出破绽。” (第二十六回  围寺)
“真正上乘的剑术，则是能制人而决不能为人所制。” (第十回 傳劍)
4. 有進無退, 只攻不守
令狐冲曾向風清揚請教為何獨孤九劍 “盡是進手招數，只攻不守？” 風清揚道：“獨孤九劍，有進無退！招招都是進攻，攻敵之不得不守，自己當然不用守了。創制這套劍法的獨孤求敗前輩，名字叫做‘求敗’，他老人家畢生想求一敗而不可得，這劍法施展出來，天下無敵，又何必守？如有人攻得他老人家回劍自守，他老人家真要心花怒放，喜不自勝了。”(第十回 傳劍)

## 九劍概說
總訣式
總訣，是三千餘字的入門口訣，亦為其後八式的變化總要。其部分內容為：「歸妹趨無妄，無妄趨同人，同人趨大有。甲轉丙，丙轉庚，庚轉癸。子丑之交，辰巳之交，午未之交。風雷是一變，山澤是一變，水火是一變。乾坤相激，震兌相激，離巽相激。三增而成五，五增而成九……」
破劍式
- 目的：破解天下各門各派之劍法。

破刀式
- 目的：破解單刀（在單刀中又有快刀法）、雙刀、柳葉刀、鬼頭刀、大砍刀、斬馬刀等種種刀法。
- 要旨：以輕御重，以快制慢。

破槍式
- 目的：破解長槍、大戟、蛇矛、齊眉棍、狼牙棒、白蠟杆、禪杖、方便鏟等長兵器。

破鞭式
- 目的：破解鋼鞭、鐵鞭、點穴橛、拐子、蛾眉刺、匕首、板斧、鐵牌、八角槌、鐵錐、判官筆等短兵器。

破索式
- 目的：破解長索、軟鞭、三節棍、鏈子槍、鐵鏈、魚網、飛錘等軟兵器。

破掌式
- 目的：破的是拳腳指掌上的功夫，對方既敢以空手來鬥自己利劍，武功上自有極高造詣，手中有無兵器，相差已是極微。天下的拳法、腿法、指法、掌法繁複無比，這一劍“破掌式”，將長拳短打、擒拿點穴、鷹爪、虎爪、鐵沙神掌，諸般拳腳功夫盡數包括在內，是極難修練的功夫。

破箭式
- 目的：總羅諸般暗器，練這一劍時，須得先學聽風辨器之術，不但要能以一柄長劍擊開敵人發射來的種種暗器，還須借內力反打，以敵人射過來的暗器反射傷害敵人。

破气式
- 目的：對付身具上乘內功之敵手。風清揚只傳授修煉心法給令狐冲。

## 小說橋段
令狐冲曾問過風清揚，若兩個無招的人對戰，何者為勝，風清揚說那對方自然也是一等一的高手。令狐冲只有三次在使獨孤九劍時心驚膽跳：
- 第一次乃遭遇武當派的太極劍法：太極劍法乃圓融循環，以劍光藏住中心破綻，最後令狐冲憑推測冒險往中心一刺，令武當派掌門沖虛道長不得不退，僥倖獲勝，因此在武功上大有進益，明白到：「敵人招數中之最強處，便是最弱處，最強處都能擊破，其餘自是迎刃而解了」。

- 第二次是與東方不敗的對戰：後者使用葵花寶典武功，出招極快，破綻一閃即逝，令狐冲縱能視出東方不敗破綻亦不及攻擊，與任我行等人圍攻東方不敗，之後再與學得辟邪劍法的岳不群對打時，領悟到只要有招，縱然速度再快，招式仍不免重複使用，進而在看出岳不群即將使出第三次相同的招式之前就已攻其破綻而勝。

- 第三次是在華山山洞黑暗環境的對戰：因眼不見物，無法找到對手破綻，只得以破箭式擋住敵人兵器。最後意外靠「魔教十長老」的腿骨中的磷光得以見到對手武功，才得以施展劍法。